# Liste der Bodendenkmäler in Miltenberg
Auf dieser Seite sind die Bodendenkmäler in der unterfränkischen Gemeinde Miltenberg zusammengestellt. Diese Tabelle ist eine Teilliste der Liste der Bodendenkmäler in Bayern. Grundlage ist die Bayerische Denkmalliste, die auf Basis des Bayerischen Denkmalschutzgesetzes vom 1. Oktober 1973 erstmals erstellt wurde und seither durch das Bayerische Landesamt für Denkmalpflege geführt wird. Die folgenden Angaben ersetzen nicht die rechtsverbindliche Auskunft der Denkmalschutzbehörde.

## Bodendenkmäler der Gemeinde Miltenberg

### Bodendenkmäler in der Gemarkung Breitendiel
| Lage                   | Objekt | Akten-Nr.     | Bild |
| ---------------------- | --- | ------------- | ---- |
| Breitendiel (Standort) | Archäologische Befunde im Bereich der frühneuzeitlichen Katholischen Filialkirche St. Joseph von Breitendiel mit spätneuzeitlicher Erweiterung. | D-6-6321-0049 |      |

### Bodendenkmäler in der Gemarkung Mainbullau
| Lage                  | Objekt | Akten-Nr.     | Bild |
| --------------------- | --- | ------------- | ---- |
| Mainbullau (Standort) | Grabhügel vorgeschichtlicher Zeitstellung. | D-6-6321-0017 |      |
| Mainbullau (Standort) | Archäologische Befunde im Bereich der mittelalterlichen und neuzeitlichen Katholischen Filialkirche St. Katharina von Mainbullau mit Körpergräbern im befestigtem Kirchhof. | D-6-6321-0051 |      |

### Bodendenkmäler in der Gemarkung Miltenberg
| Lage                  | Objekt | Akten-Nr.     | Bild                       |
| --------------------- | --- | ------------- | -------------------------- |
| Miltenberg (Standort) | Erdwerk Ohrenbacher Schanze spätkaiserzeitlicher oder frühmittelalterlicher Zeitstellung. Siehe auch: Erdwerk Ohrenbacher Schanze | D-6-6220-0003 | weitere Bilder             |
| Miltenberg (Standort) | Kastell der römischen Kaiserzeit und mittelalterliche Stadtwüstung Waleshusen mit Befestigungsanlagen. Siehe auch: Kastell Miltenberg-Altstadt, Kastell Miltenberg-Altstadt#Nachrömische Nutzung                                                                           | D-6-6221-0051 | Bodendenkmal D-6-6221-0051 |
| Miltenberg (Standort) | Kastell der römischen Kaiserzeit. | D-6-6221-0052 |                            |
| Miltenberg (Standort) | Brandgräber der römischen Kaiserzeit. | D-6-6221-0053 |                            |
| Miltenberg (Standort) | Wohl Brandgräber der römischen Kaiserzeit. | D-6-6221-0054 |                            |
| Miltenberg (Standort) | Flussbauanlage mittelalterlicher oder frühneuzeitlicher Zeitstellung. | D-6-6221-0055 |                            |
| Miltenberg (Standort) | Merkurheiligtum der römischen Kaiserzeit. | D-6-6221-0061 |                            |
| Miltenberg (Standort) | Siedlung vor- und frühgeschichtlicher Zeitstellung. | D-6-6221-0078 |                            |
| Miltenberg (Standort) | Römischer Kastellvicus. | D-6-6221-0089 |                            |
| Miltenberg (Standort) | Römischer Kastellvicus sowie Badegebäude der römischen Kaiserzeit. | D-6-6221-0092 |                            |
| Miltenberg (Standort) | Wachturm der römischen Kaiserzeit. | D-6-6221-0095 |                            |
| Miltenberg (Standort) | Wachturm der römischen Kaiserzeit. | D-6-6221-0096 |                            |
| Miltenberg (Standort) | Archäologische Befunde im Bereich der spätmittelalterlichen Kernstadt von Miltenberg unterhalb der Mildenburg. | D-6-6221-0097 |                            |
| Miltenberg (Standort) | Brandgräber der römischen Kaiserzeit. | D-6-6221-0101 |                            |
| Miltenberg (Standort) | Archäologische Befunde im Bereich der Stadtbefestigung der Kernstadt des 13. Jahrhunderts und der ersten Stadterweiterung 14. Jahrhunderts in Miltenberg. | D-6-6221-0102 |                            |
| Miltenberg (Standort) | Archäologische Befunde im Bereich der mittelalterlichen Kirche der Wüstung Waleshusen mit Körperbestattungen im umliegenden Kirchhof. | D-6-6221-0103 |                            |
| Miltenberg (Standort) | Archäologische Befunde im Bereich der spätmittelalterlichen ersten Stadterweiterung von Miltenberg. | D-6-6221-0104 |                            |
| Miltenberg (Standort) | Archäologische Befunde im Bereich der spätmittelalterlichen zweiten Stadterweiterung von Miltenberg. | D-6-6221-0105 |                            |
| Miltenberg (Standort) | Archäologische Befunde der frühen Neuzeit im Bereich des Franziskanerklosters mit Katholischen Klosterkirche zur Unbefleckten Empfängnis von Miltenberg. | D-6-6221-0106 |                            |
| Miltenberg (Standort) | Archäologische Befunde im Bereich der im Kern spätmittelalterlichen Katholischen Pfarrkirche St. Jakobus von Miltenberg mit spätneuzeitlichen Umbauten. | D-6-6221-0107 |                            |
| Miltenberg (Standort) | Archäologische Befunde im Bereich der spätmittelalterlichen und frühneuzeitlichen Katholischen Friedhofskapelle St. Laurentius bei Miltenberg mit Bestattungen in der Kapelle und im umliegenden Kirchhof.                                                                 | D-6-6221-0108 |                            |
| Miltenberg (Standort) | Archäologische Befunde im Bereich der spätmittelalterlichen ehemalige Synagoge von Miltenberg. | D-6-6221-0109 |                            |
| Miltenberg (Standort) | Archäologische Befunde im Bereich der spätmittelalterlichen ehemalige Mikwe in Miltenberg. | D-6-6221-0110 |                            |
| Miltenberg (Standort) | Archäologische Befunde im Bereich des mittelalterlichen und neuzeitlichen jüdischen Friedhofs in Miltenberg. | D-6-6221-0111 |                            |
| Miltenberg (Standort) | Archäologische Befunde im Bereich der Stadtbefestigung der Kernstadt des 13. Jahrhunderts sowie der ersten und folgenden Stadterweiterungen des 14. und 15. Jahrhunderts in Miltenberg.                                                                                    | D-6-6221-0115 |                            |
| Miltenberg (Standort) | Villa rustica der römischen Kaiserzeit. | D-6-6321-0012 |                            |
| Miltenberg (Standort) | Ringwall Greinberg mit Funden der Bronzezeit, der Urnenfelderzeit, der Hallstattzeit, der frühen Latènezeit, der jüngeren Latènezeit, der römischen Kaiserzeit und der Völkerwanderungszeit sowie Merkurheiligtum der römischen Kaiserzeit. Siehe auch: Ringwall Greinberg | D-6-6321-0013 |                            |
| Miltenberg (Standort) | Wachtposten der römischen Kaiserzeit. | D-6-6321-0015 |                            |
| Miltenberg (Standort) | Untertägige Bau- und Siedlungsbefunde der hoch- bis spätmittelalterlichen und frühneuzeitlichen Burg Mildenburg. | D-6-6321-0028 |                            |
| Miltenberg (Standort) | Wachturm der römischen Kaiserzeit. | D-6-6321-0035 |                            |
| Miltenberg (Standort) | Wachturm der römischen Kaiserzeit. | D-6-6321-0036 |                            |
| Miltenberg (Standort) | Wachturm der römischen Kaiserzeit. | D-6-6321-0037 |                            |
| Miltenberg (Standort) | Wachturm der römischen Kaiserzeit. | D-6-6321-0038 |                            |
| Miltenberg (Standort) | Wall und Graben des römischen Limes. | D-6-6321-0039 |                            |
| Miltenberg (Standort) | Spätmittelalterliches oder frühneuzeitliches Fundament eines Steingebäudes, vermutlich ehemalige Stall oder Unterstand. | D-6-6321-0040 |                            |

### Bodendenkmäler in der Gemarkung Reichartshausen
| Lage                       | Objekt                             | Akten-Nr.     | Bild |
| -------------------------- | ---------------------------------- | ------------- | ---- |
| Reichartshausen (Standort) | Wachturm der römischen Kaiserzeit. | D-6-6321-0005 |      |

### Bodendenkmäler in der Gemarkung Schippach/Mil
| Lage                     | Objekt | Akten-Nr.     | Bild |
| ------------------------ | --- | ------------- | ---- |
| Schippach/Mil (Standort) | Archäologische Befunde im Bereich der frühneuzeitlichen Katholischen Filialkirche St. Wendelin von Schippach. | D-6-6321-0053 |      |

### Bodendenkmäler in der Gemarkung Wenschdorf
| Lage                  | Objekt | Akten-Nr.     | Bild |
| --------------------- | --- | ------------- | ---- |
| Wenschdorf (Standort) | Wachturm der römischen Kaiserzeit. | D-6-6321-0021 |      |
| Wenschdorf (Standort) | Wachturm der römischen Kaiserzeit. | D-6-6321-0022 |      |
| Wenschdorf (Standort) | Römischer Limeswachturm mit vorgelagerter Palisade. | D-6-6321-0030 |      |
| Wenschdorf (Standort) | Wachturm der römischen Kaiserzeit. | D-6-6321-0032 |      |
| Wenschdorf (Standort) | Wachturm der römischen Kaiserzeit. | D-6-6321-0033 |      |
| Wenschdorf (Standort) | Römischer Limes. | D-6-6321-0034 |      |
| Wenschdorf (Standort) | Archäologische Befunde im Bereich der mittelalterlichen und frühneuzeitlichen Katholischen Kirche St. Vitus von Wenschdorf mit Körpergräbern im ummauerten Kirchhof. | D-6-6321-0056 |      |